# Hadeth
Hadeth (aussi écrit Hadath) (en arabe : حدت) est une ville du Liban, située dans le caza de Baabda au sud-est de Beyrouth; son élévation au-dessus du niveau de la mer entre plaine et colline est d'environ 300 mètres. Hadeth est limité, au nord par Hazmieh et Baabda, à l’est par Baabda, au Sud par Kfarchima et Betchai, à l’Ouest par Burj El Barajneh, Haret Hreik et Chiyah. Sa superficie s’étend sur 553 hectares.
Hadeth est traversée dans sa partie inférieure par l’ancienne route de Sidon, la Via Maris romaine, qui la relie à Beyrouth à travers Chiyah et la situe ainsi à une distance de 8 km de la capitale, et du côté opposé vers Sidon, par Kfarchima et Choueifat. Un large boulevard relie la place du village à Hazmieh et Furn el Cheback, point de rencontre des routes internationales.

## L’histoire ancienne
La région de Hadeth, aux limites vastes contenait de par son passé la région de Botchai, Sebnai et Haret El Botom. Les traces de sa gloire passée remontent jusqu'au temps des Phéniciens. Le nom de (Sebnai) de par son origine syriaque « Beshbeniya », fut changé grammaticalement pour remplacer le Beshbe par Seb « Sebniah ». Quant à la traduction de base du nom, il signifie: "entre la construction ". Les experts linguistiques Sémites se contredisent sur l’interprétation du sens, soit l'origine de la prononciation: c'est peut-être une interpolation: Sabnaye «construira» est le transitif de la racine (construit) avec sh’ebnay un nom connecté d’où la traduction « Celui qui construisit ». Botchay signifie « la cachette » ou « caché des yeux ».
Hadath vient du nom phénicien "Hadasht" signifiant "nouvelle", ville neuve. Habitée au temps des Phéniciens, la découverte d'une nécropole en témoigne (1971). Elle était fréquentée à l'époque greco-romaine, on y a trouvé des monnaies impériales du IIIe siècle. Hadeth est un nom Syriaque, son origine est hatta «nouveau»; la connexion du D avec le T et devenu grammaticalement Hadata puis hadat, puis s’y est joint le EL grammatical El Hadeth.

Bien que cette région n’ait pas connu de stabilité résidentielle au début du XVIIIe siècle, il est clair qu'elle était le centre de l'activité agricole depuis l’ère de l’émir Fakhr Eddine, qui réussit à promouvoir l’agriculture d’après les principes et les techniques de cette époque sur le littoral libanais. Des vestiges de cette gloire, comme citent les historiens sur Fakhr Eddine, se trouvent toujours dans la région avoisinante de Hadeth : pour n'en citer que quelques-unes, les fameuses meules de Mreijeh -Burj El Barajneh.